# Cristina de Luca

É jornalista com 25 anos de experiência em produção, edição e direção de conteúdo em plataformas digitais, e possui Mestrado em Marketing pela Pontifícia Universidade Católica do Rio de Janeiro. 

Atualmente trabalha em São Paulo como editor at large da IT Midia, blogueira do Portal UOL Economia, e conselheira editorial da Ion 89. 

## Histórico
- Trabalhou durante mais de 10 anos como Consultora e Editora do Grupo IDG Now!Digital que publica as revistas: IDGNow!, PC World, MacWorld, Computerworld e CIO. É Colunista do Portal IDGNow no Blog Circuito De Luca. [1]

- De 2010 até Abril/2018 foi comentarista de Tecnologia na Rádio CBN (Globo Rádio) - Quadro Dois na Web, do Jornal da CBN Segunda Edição.[2]

- Foi diretora da área de conteúdo digital do Portal Terra.com.br;

- Foi editora-executiva da área de conteúdo da Rede Globo e Globo.com e da unidade de Novos Meios da Infoglobo, responsável pela criação e implantação do Globo Online e da Agência O Globo, trabalhou durante mais de 20 anos em diversos veículos de comunicação das Organizações do Grupo Globo.

- Foi gerente de Novas Mídias das revistas Pequenas Empresas & Grandes Negócios, Galileu, Globo Rural e Auto Esporte, da Editora Globo;

- Foi gerente digital do Grupo O Dia de Comunicação, onde implantou o portal de voz e editou o caderno de Informática;

- Coordenou a área de Comunicação da ONG Comitê para Democratização da Informática - CDI;

- Co-editou semanalmente o caderno de Informática (Info&Etc) do Jornal O Globo (de 1991 até 2005).

## Prêmios
- Recebeu o Prêmio Comunique-se em 2005
- Recebeu o Prêmio Comunique-se na categoria Melhor Jornalista de Tecnologia em 2010[3]
- Finalista do Prêmio Comunique-se na categoria Melhor Jornalista de Tecnologia em 2013.[4]
- Recebeu o Prêmio Comunique-se na categoria Melhor Jornalista de Tecnologia em 2014[5]
- Ganhou o Prêmio Especialistas, na categoria "Destaque em Tecnologia da Informação", da Revista da Comunicação, em Novembro/2017[6][7]

## Ligações Externas
- Cristina De Luca (Portal dos Jornalistas)
- Cristina De Luca - Portal Medium
- Portal IDGNow! Blog Circuito De Luca
- Cristina De Luca - Blog Porta 23 UOL
- Cristina De Luca: Dois na Web (Rádio CBN) - Portal Apple Itunes
- Dois na Web - Cristina De Luca (PodCast) - Portal Podbean
- Dois na Web - Cristina de Luca (Podcast) - Portal Podtail
- Cristina de Luca - Dois na WeB (CBN) - Portal Globo Rádio
- Internet das Coisas como reconhecer - Cristina De Luca - Portal IDGNow! Blog Circuito De Luca
- Cristina de Luca - TV Brasil (EBC)
- Até onde o escândalo envolvendo o Facebook afeta o modelo data-driven? Por Cristina De Luca - Portal CryptoID 25/03/2018
- Cristina de Luca no Fórum de Marketing Digital do Rio de Janeiro 18/05/2016
- Qual será o impacto da revolução 4.0 no do jornalismo? - Cristina De Luca - Portal imprensa
- "Não existe veículo de comunicação sem tecnologia", diz Cristina de Luca no Midia.Jor 4.0 - Portal da Imprensa 11/04/2018
- PAINEL - 5G, a nova era da conectividade está chegando - Palestrante: Cristina de Luca - IT Fórum X Expo 18/10/2018
- Cristina De Luca - IT Fórum 365 (Videos)
- Cristina De Luca - Portal Wireless Brasil
- Cristina De Luca - Projeto Colabora
- Cristina De Luca no Twitter
- Cristina De Luca no Linkedin
- Cristina de Luca no Facebook